# Milano-Torino 1971
La Milano-Torino 1971, cinquantasettesima edizione della corsa, si tenne il 16 marzo 1971. Fu vinta dal belga Georges Pintens, alla sua prima ed unica partecipazione.

## Ordine d'arrivo (Top 10)
| Pos. | Corridore           | Squadra | Tempo |
| ---- | ------------------- | ------- | ----- |
| 1    | Georges Pintens     |         |       |
| 2    | Enrico Paolini      |         |       |
| 3    | Marinus Wagtmans    |         |       |
| 4    | Davide Boifava      |         |       |
| 5    | Enrico Maggioni     |         |       |
| 6    | Julien Van Lint     |         |       |
| 7    | Giancarlo Polidori  |         |       |
| 8    | Aldo Moser          |         |       |
| 9    | Herman Van Springel |         |       |
| 10   | Patrick Sercu       |         |       |